# 千川駅
千川駅（せんかわえき）は、東京都豊島区要町三丁目にある、東京地下鉄（東京メトロ）の駅である。
有楽町線・副都心線が乗り入れる。当駅を含む小竹向原駅 - 池袋駅間は、有楽町線が上層を、副都心線が下層を走る形で並走する。このため、当駅においても有楽町線ホームの直下に副都心線のホームがある。駅番号は有楽町線がY 07、副都心線がF 07である。

## 歴史
- 1983年（昭和58年）6月24日：帝都高速度交通営団（営団地下鉄）有楽町線営団成増駅（現・地下鉄成増駅） - 池袋駅間の開通により開業[1]。
- 2003年（平成15年）2月：業務委託駅となる。
- 2004年（平成16年）4月1日：帝都高速度交通営団（営団地下鉄）民営化に伴い、当駅は東京地下鉄（東京メトロ）に継承される[2]。
- 2007年（平成19年）3月18日：ICカード「PASMO」の利用が可能となる[3]。
- 2008年（平成20年）6月14日：副都心線の駅が開業（線路は1994年に通過線として開通済み）[4][5]。
- 2014年（平成26年）2月8日：有楽町線ホームのホームドアと発車メロディの使用を開始[6]。
- 2016年（平成28年）2月14日：当駅 - 小竹向原駅間の有楽町線和光市方面連絡線が完成し、始発から運用が開始される[7][8]。

## 駅構造
上下2層構造で、各層に島式ホーム1面2線を有する地下駅。要町通りの直下にある。
現在の副都心線ホームは有楽町線建設時に既に構築済みであったが、1994年に小竹向原駅 - 池袋駅間が有楽町線新線として開業した時点では未供用（全列車通過）であり、2008年の副都心線開業時に内装整備の上、供用が開始された。副都心線開業までは、有楽町線ホームから副都心線ホームへの階段用スペースは蓋で覆われ、改札口 - ホーム間のエレベーターも有楽町線ホーム階止まりとして運用されていた。また、副都心線開業および有楽町線和光市駅 - 池袋駅間の準急運転開始に伴い有楽町線ホームの放送機器が更新され、編成両数を案内するようになった。ただし、有楽町線内での準急運転は2010年3月で廃止している。
なお、有楽町線の各駅では可動式ホーム柵の設置を進めてきたが、2014年2月8日に当駅で設置・使用開始され、これを以て線内すべての駅で設置が完了した。副都心線ホームにも開業時より設置されている。

### のりば
| 番線                      | 路線     | 行先                       |
| ------------------------- | -------- | -------------------------- |
| 有楽町線ホーム（地下2階） |          |                            |
| 1                         | 有楽町線 | 新木場方面                 |
| 2                         | 有楽町線 | 和光市・森林公園・飯能方面 |
| 副都心線ホーム（地下3階） |          |                            |
| 3                         | 副都心線 | 渋谷方面                   |
| 4                         | 副都心線 | 和光市・森林公園・飯能方面 |

（出典：東京メトロ:構内図）
- 副都心線は平日朝ラッシュ時に、渋谷方面への当駅始発列車が2本設定されているが、当駅止まりの列車は設定されていない。なお、この列車は小竹向原駅 - 当駅間にある中線（小竹向原駅構内扱い）を使用して折り返した後、当駅から再び営業運転に入る。ただし、ダイヤ乱れの場合は当駅止まりの列車が設定されることがある。
- 有楽町線ホームの小竹向原寄りのA線（新木場方面）及びB線（和光市）上には分岐器が設けられており、分岐の外側からは小竹向原駅の1番線・4番線に発着する列車が連絡線を通る。（前者は2013年から、後者は2016年から）また分岐の内側からは、主に小竹向原駅の2番線・3番線を発着する列車が使用する。なお、かつてこの場所には、保線機器が使用する側線が設けられていたが、現在では、連絡線の小竹向原寄りの起点付近にその場所を移している。B線のうち、西武線直通列車を除く一部の和光市方面行きは、分岐器の連絡線を通る関係上速度制限を受けるため、発車時に揺れる内容の放送が流される。
- 副都心線ホームの小竹向原寄りにも保線機器が使用する側線が設けられている。

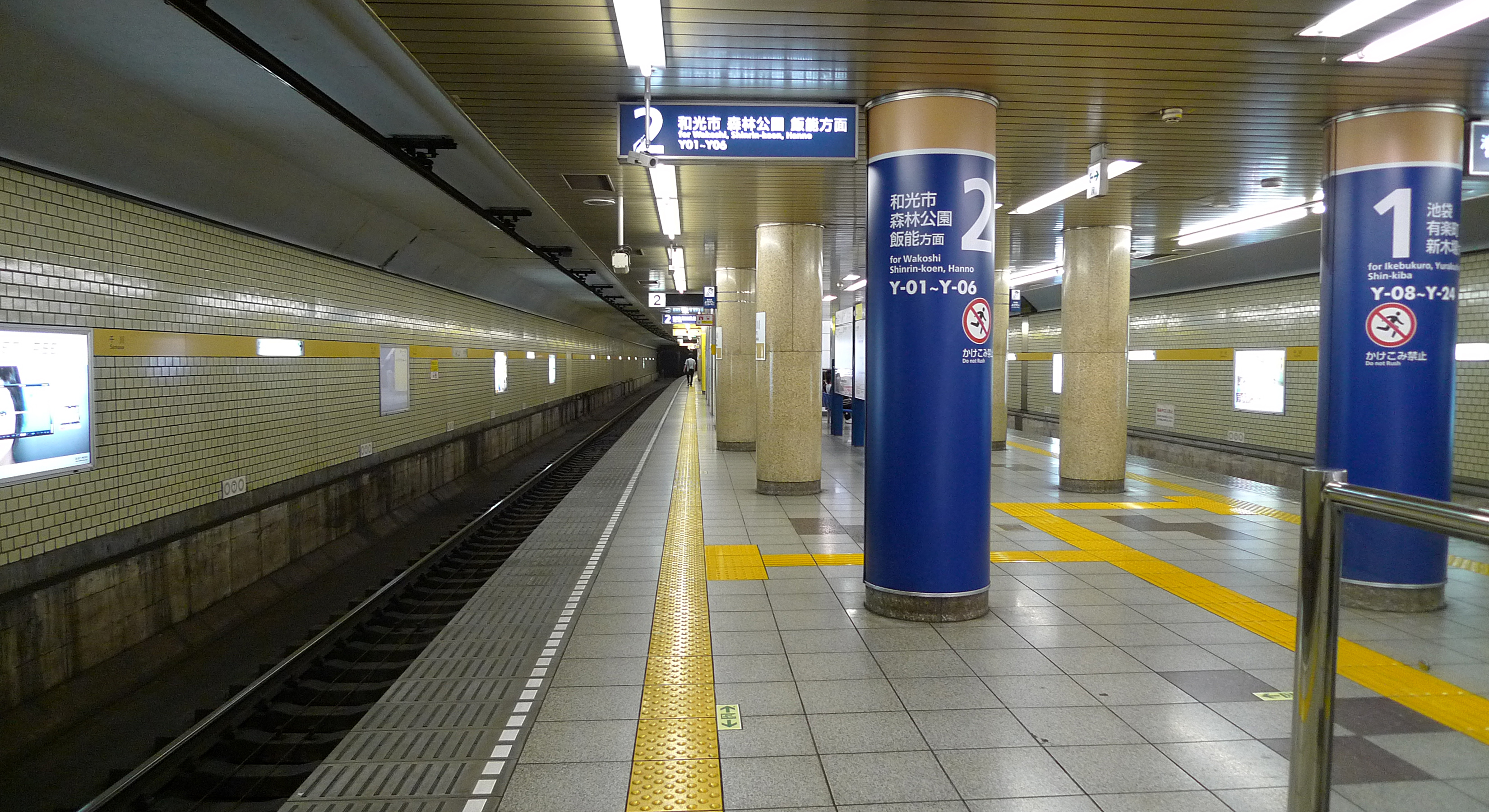
有楽町線ホーム（2009年6月）
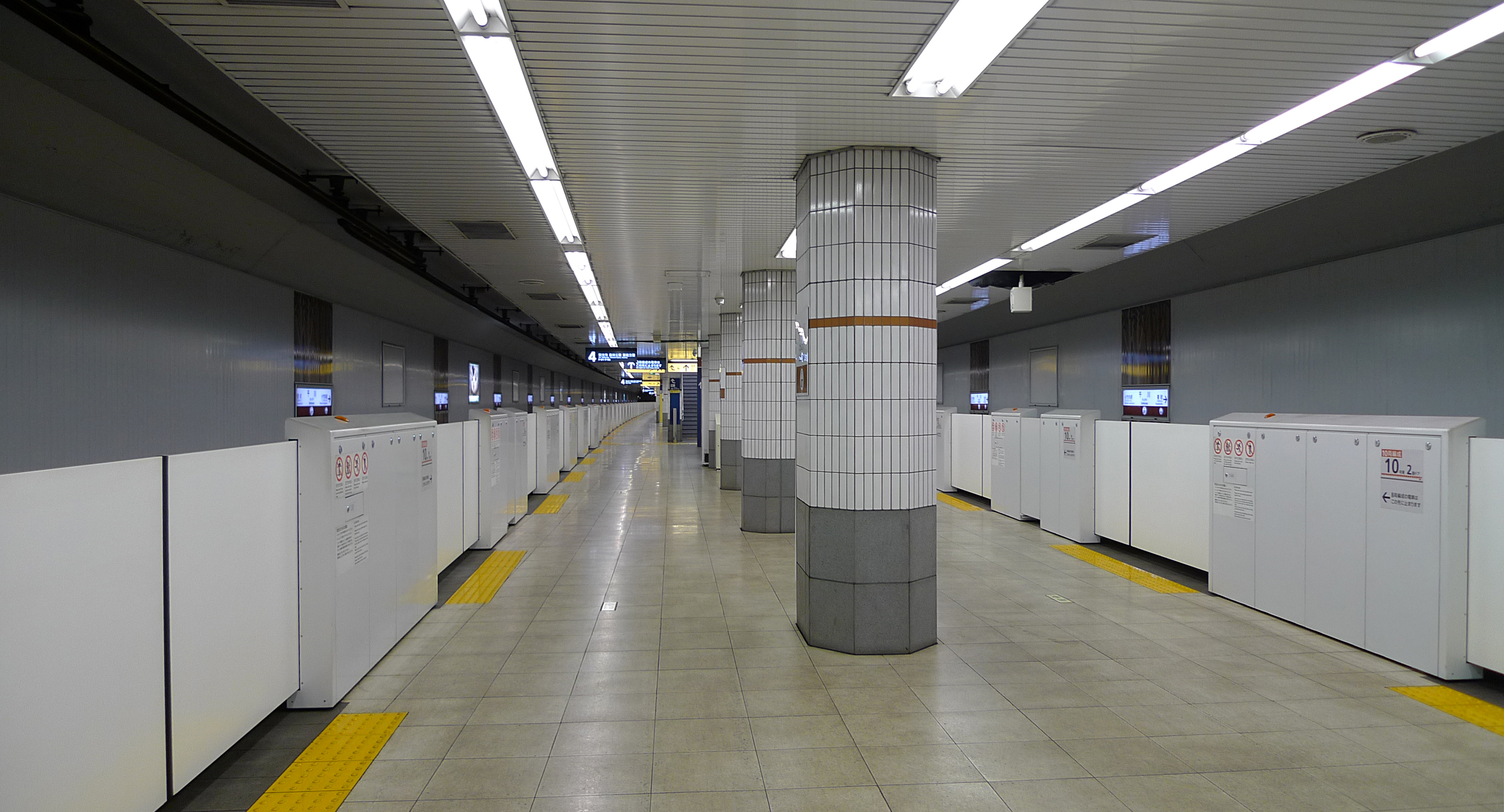
副都心線ホーム（2009年6月）

### 発車メロディ
全ホームでスイッチ制作の発車メロディ（発車サイン音）を使用している。
| 番線 | 路線     | 曲名                 | 作曲者   |
| ---- | -------- | -------------------- | -------- |
| 1    | 有楽町線 | スター車両           | 福嶋尚哉 |
| 2    | 有楽町線 | さわやかステーション | 福嶋尚哉 |
| 3    | 副都心線 | オン・ザ・コーナー   | 塩塚博   |
| 4    | 副都心線 | Good day             | 谷本貴義 |

## 利用状況
- 東京メトロ - 2024年度の1日平均乗降人員は39,136人である[メトロ 1]。
東京メトロ全130駅中95位。

### 年度別1日平均乗降人員
各年度の1日平均乗降人員数は下表の通り。
| 年度               | 営団 / 東京メトロ | 営団 / 東京メトロ |
| 年度               | 1日平均 乗降人員  | 増加率            |
| ------------------ | ----------------- | ----------------- |
| 2002年（平成14年） | 27,143            |                   |
| 2003年（平成15年） | 27,270            | 0.5%              |
| 2004年（平成16年） | 27,771            | 1.8%              |
| 2005年（平成17年） | 28,589            | 2.9%              |
| 2006年（平成18年） | 29,770            | 4.1%              |
| 2007年（平成19年） | 31,055            | 4.3%              |
| 2008年（平成20年） | 34,549            | 11.3%             |
| 2009年（平成21年） | 32,594            | −5.7%             |
| 2010年（平成22年） | 32,981            | 1.2%              |
| 2011年（平成23年） | 32,694            | −0.9%             |
| 2012年（平成24年） | 34,079            | 4.2%              |
| 2013年（平成25年） | 35,555            | 4.3%              |
| 2014年（平成26年） | 35,531            | −0.1%             |
| 2015年（平成27年） | 36,807            | 3.6%              |
| 2016年（平成28年） | 38,023            | 3.3%              |
| 2017年（平成29年） | 39,140            | 2.9%              |
| 2018年（平成30年） | 40,022            | 2.3%              |
| 2019年（令和元年） | 40,617            | 1.5%              |
| 2020年（令和02年） | 30,535            | −24.8%            |
| 2021年（令和03年） | 32,057            | 5.0%              |
| 2022年（令和04年） | 34,918            | 8.9%              |
| 2023年（令和05年） | 37,251            | 6.7%              |
| 2024年（令和06年） | 39,136            | 5.1%              |

### 年度別1日平均乗車人員（1983年 - 2000年）
各年度の1日平均乗車人員数は下表の通り。
| 年度               | 有楽町線 | 出典              |
| ------------------ | -------- | ----------------- |
| 1983年（昭和58年） | 8,320    | [ 東京都統計 1 ]  |
| 1984年（昭和59年） | 10,584   | [ 東京都統計 2 ]  |
| 1985年（昭和60年） | 11,764   | [ 東京都統計 3 ]  |
| 1986年（昭和61年） | 12,737   | [ 東京都統計 4 ]  |
| 1987年（昭和62年） | 13,557   | [ 東京都統計 5 ]  |
| 1988年（昭和63年） | 14,792   | [ 東京都統計 6 ]  |
| 1989年（平成元年） | 15,378   | [ 東京都統計 7 ]  |
| 1990年（平成02年） | 16,022   | [ 東京都統計 8 ]  |
| 1991年（平成03年） | 15,984   | [ 東京都統計 9 ]  |
| 1992年（平成04年） | 15,923   | [ 東京都統計 10 ] |
| 1993年（平成05年） | 15,712   | [ 東京都統計 11 ] |
| 1994年（平成06年） | 15,386   | [ 東京都統計 12 ] |
| 1995年（平成07年） | 15,377   | [ 東京都統計 13 ] |
| 1996年（平成08年） | 15,252   | [ 東京都統計 14 ] |
| 1997年（平成09年） | 14,981   | [ 東京都統計 15 ] |
| 1998年（平成10年） | 14,707   | [ 東京都統計 16 ] |
| 1999年（平成11年） | 14,536   | [ 東京都統計 17 ] |
| 2000年（平成12年） | 14,406   | [ 東京都統計 18 ] |

### 年度別1日平均乗車人員（2001年以降）
| 年度               | 有楽町線 | 副都心線 | 出典              |
| ------------------ | -------- | -------- | ----------------- |
| 2001年（平成13年） | 14,216   | 未開業   | [ 東京都統計 19 ] |
| 2002年（平成14年） | 14,030   | 未開業   | [ 東京都統計 20 ] |
| 2003年（平成15年） | 14,117   | 未開業   | [ 東京都統計 21 ] |
| 2004年（平成16年） | 14,181   | 未開業   | [ 東京都統計 22 ] |
| 2005年（平成17年） | 14,542   | 未開業   | [ 東京都統計 23 ] |
| 2006年（平成18年） | 15,129   | 未開業   | [ 東京都統計 24 ] |
| 2007年（平成19年） | 15,852   | 未開業   | [ 東京都統計 25 ] |
| 2008年（平成20年） | 11,630   | 5,983    | [ 東京都統計 26 ] |
| 2009年（平成21年） | 9,852    | 6,605    | [ 東京都統計 27 ] |
| 2010年（平成22年） | 9,736    | 6,863    | [ 東京都統計 28 ] |
| 2011年（平成23年） | 9,550    | 6,934    | [ 東京都統計 29 ] |
| 2012年（平成24年） | 9,653    | 7,407    | [ 東京都統計 30 ] |
| 2013年（平成25年） | 9,871    | 7,959    | [ 東京都統計 31 ] |
| 2014年（平成26年） | 10,044   | 7,907    | [ 東京都統計 32 ] |
| 2015年（平成27年） | 10,366   | 8,216    | [ 東京都統計 33 ] |
| 2016年（平成28年） | 10,674   | 8,515    | [ 東京都統計 34 ] |
| 2017年（平成29年） | 10,995   | 8,734    | [ 東京都統計 35 ] |
| 2018年（平成30年） | 11,255   | 8,901    | [ 東京都統計 36 ] |
| 2019年（令和元年） | 11,011   | 9,505    | [ 東京都統計 37 ] |

備考
1. ↑  1983年6月24日開業。開業日から翌年3月31日までの計282日間を集計したデータ。
2. ↑  2008年6月14日開業。開業日から翌年3月31日までの計291日間を集計したデータ。

## 駅周辺
当駅は千川ではなく要町に位置する。付近は高台で、当駅の少し北には板橋区との区境（旧千川上水跡）がある。
- 豊島区役所西部区民事務所
- 豊島区立千早図書館
- 豊島区千早地域文化創造館
- 豊島区立豊島体育館
- 東京都立千早高等学校
- 東京都立豊島高等学校
- 東京都立板橋高等学校
- 豊南高等学校
- 豊島区立明豊中学校
- せんかわみんなの家（認可保育所、豊島区病後児保育・休日保育所）
- 千川駅前郵便局
- 豊島千川一郵便局
- 豊島千川駅前郵便局
- つばさ基地
- SMAお笑い劇場「Beach V」（びーちぶ）
- 東京都道441号池袋谷原線（要町通り）
- 東京都道420号鮫洲大山線
- ライフ千川駅前店

## バス路線
駅上にある要町通りの千川駅が最寄り停留所となる。国際興業バスにより運行されている以下の路線が発着する。
- 池05 - 日大病院行 / 池袋駅西口行
- 池07 - 江古田二又行 / サンシャインシティ南行
- 池85 - 日大病院行 / 池袋車庫行
- 深夜急行バス - 和光市駅南口行（池袋駅西口発平日のみ運行、下車のみ可）

## 隣の駅
東京地下鉄（東京メトロ）
 有楽町線
■各駅停車
小竹向原駅 (Y 06) - 千川駅 (Y 07) - 要町駅 (Y 08)
 副都心線
■急行・■通勤急行
通過
■各駅停車
小竹向原駅 (F 06) - 千川駅 (F 07) - 要町駅 (F 08)

#### 利用状況に関する資料
東京地下鉄の1日平均利用客数
1. 1 2 3  “各駅の乗降人員ランキング”.   東京地下鉄. 2025年6月23日時点のオリジナルよりアーカイブ。2025年6月27日閲覧。
2. ↑  “各駅の乗降人員ランキング(2020年度)”.   東京地下鉄. 2023年6月27日閲覧。
3. ↑  “各駅の乗降人員ランキング(2021年度)”.   東京地下鉄. 2023年6月27日閲覧。
4. ↑  “各駅の乗降人員ランキング(2022年度)”.   東京地下鉄. 2024年6月24日閲覧。
5. ↑  “各駅の乗降人員ランキング”.   東京地下鉄. 2024年6月24日閲覧。

地下鉄の統計データ
1. ↑  レポート - 関東交通広告協議会
2. 1 2  としまの統計 - 豊島区

東京都統計年鑑
1. ↑  昭和58年
2. ↑  昭和59年
3. ↑  昭和60年
4. ↑  昭和61年
5. ↑  昭和62年
6. ↑  昭和63年
7. ↑  平成元年
8. ↑  平成2年
9. ↑  平成3年
10. ↑  平成4年
11. ↑  平成5年
12. ↑  平成6年
13. ↑  平成7年
14. ↑  平成8年
15. ↑  平成9年
16. ↑  平成10年 (PDF)
17. ↑  平成11年 (PDF)
18. ↑  平成12年
19. ↑  平成13年
20. ↑  平成14年
21. ↑  平成15年
22. ↑  平成16年
23. ↑  平成17年
24. ↑  平成18年
25. ↑  平成19年
26. ↑  平成20年
27. ↑  平成21年
28. ↑  平成22年
29. ↑  平成23年
30. ↑  平成24年
31. ↑  平成25年
32. ↑  平成26年
33. ↑  平成27年
34. ↑  平成28年
35. ↑  平成29年
36. ↑  平成30年
37. ↑  平成31年・令和元年